# Charles Steen

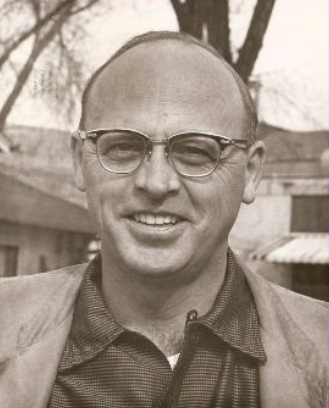
Charles A. Steen (1919–2006)

Charles Augustus Steen (* 1. Dezember 1919 in Caddo (Texas); † 1. Januar 2006 in Loveland (Colorado)) war ein US-amerikanischer Geologe, der eine ergiebige Uranlagerstätte in Utah während des Uran-Booms in den frühen 1950er Jahren entdeckte.

## Leben
Charlie Steen wurde 1919 in Caddo, Stephens County (Texas) als Sohn von Charles A. und Rosalie Wilson Steen geboren. Er besuchte die High school in Houston und arbeitete während der Schulzeit im Sommer für eine Baufirma, um das Studium zu finanzieren.
Später studierte er an der Tarleton State University in Stephenville (Texas), wo er auch seine spätere Ehefrau Minnie Lee Holland kennen lernte. 1940 wechselte er auf das Texas College of Mines and Metallurgy (die heutige University of Texas at El Paso), die er 1943 mit einem Bachelor of Arts (B.A.) in Geologie beendete.
Aufgrund seiner schlechten Sehleistung für untauglich zum Wehrdienst befunden, arbeitete er während des Zweiten Weltkrieges als Petroleum-Geologe im Amazonasbecken, in Bolivien und Peru.
1945 kehrte er nach Texas zurück und heiratete seine Frau Minnie Lee. Er studierte später an der University of Chicago, brach diese aber nach einem Jahr ab und arbeitete für die Standard Oil Company. Nach den folgenden zwei Jahren wurde er dort wegen Gehorsamsverweigerung entlassen und hatte Schwierigkeiten eine neue Anstellung in der Erdöl-Branche zu bekommen.

## Uran-Boom

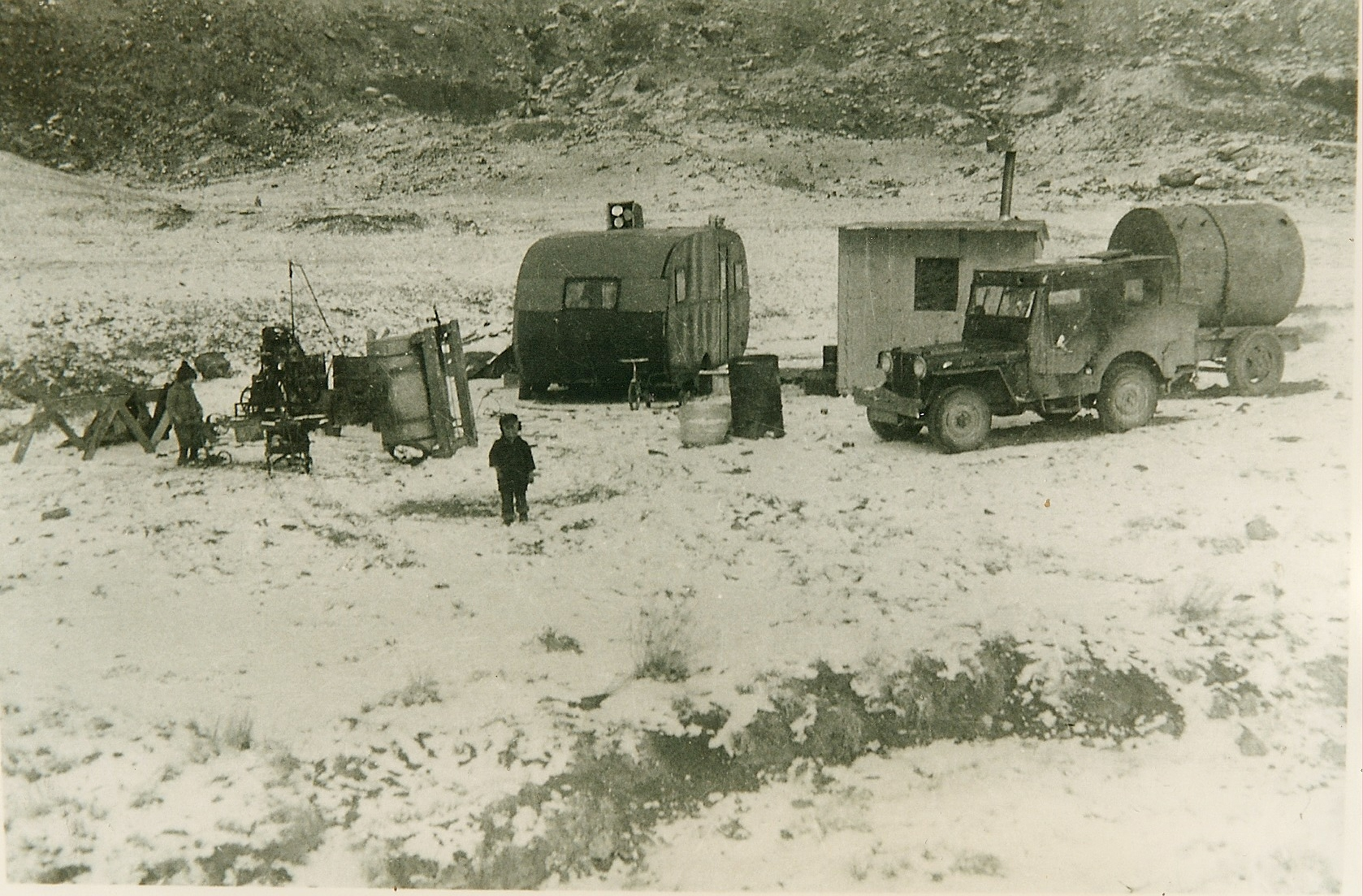
Steen's camp am Yellow Cat (bei Utah Cisco) im Jahr 1950

1949 sah er in der Dezemberausgabe der Zeitung The Engineering and Mining Journal eine Anzeige der Bundesregierung der Vereinigten Staaten, in der eine Belohnung für das Auffinden von Uranlagerstätten ausgelobt wurde. Der Atomic Energy Act of 1946 hatte die Atomic Energy Commission ermächtigt, Land von privaten Eigentümern zu entziehen, um dort nach Uran suchen zu können. Während des Zweiten Weltkrieges wurde das meiste Uran für das Manhattan Project in Kanada und Belgisch-Kongo abgebaut, einiges kam auch von den Vanadium Minen aus dem Südwesten der Vereinigten Staaten, wo es als Nebenprodukt abfiel. Trotzdem hatte man Bedenken, das es einen Engpass in der Uranbeschaffung für das Atombombenprogramm geben könnte.
In den späten 1940er Jahren legte die United States Atomic Energy Commission fest, dass nur noch sie der einzige legale Käufer von Uran auf U.S. Gebiet ist. In diesem Zuge wurde auch der Preis für Uran künstlich angehoben um einen Anreiz für die Prospektion in dem Four Corners Gebiet zu geben, also dort, wo die vier US-Bundesstaaten Utah, Colorado, New Mexico und Arizona (im Uhrzeigersinn, beginnend im Nordwesten) aufeinandertreffen.
Obwohl seine Söhne Johnny, Andy und Charles Jr. noch sehr klein waren und seine Frau ein weiteres Kind erwartete, lieh er sich 1000 US-Dollar von seiner Mutter und die Familie reiste zum Colorado-Plateau in der Hoffnung fündig zu werden. Nach erfolglosen Monaten und in Geldnot zog die Familie schließlich nach Tucson. Steen arbeitete dort für ein Jahr als Zimmermann, konnte aber von der Idee Uran zu finden, nicht ablassen. So zog die Familie wieder zurück auf ihren Claim in Utah. Während des Umzuges erkrankte seine Frau Minnie Lee an einer Lungenentzündung und die notwendige Behandlung zehrte die letzten Ersparnisse auf, so dass sich Steen keinen dringend benötigten Geigerzähler kaufen konnte.
Stattdessen verließ er sich auf seine gebraucht gekaufte Bohrausrüstung und sein geologisches Wissen um Uran zu finden. Damals bestand die Uranindustrie aus vielen Prospektoren und Geologen, welche sich erhofften, eine große Lagerstätte zu finden, um sie selbst abzubauen – oder für eine große Firma wie beispielsweise Union Carbide, die das Erz gleich zu Yellowcake weiterverarbeiten konnte. Steens Theorie war, das die Lagerstätten in ähnlicher Form wie Erdöl vorliegen.

## Mi Vida

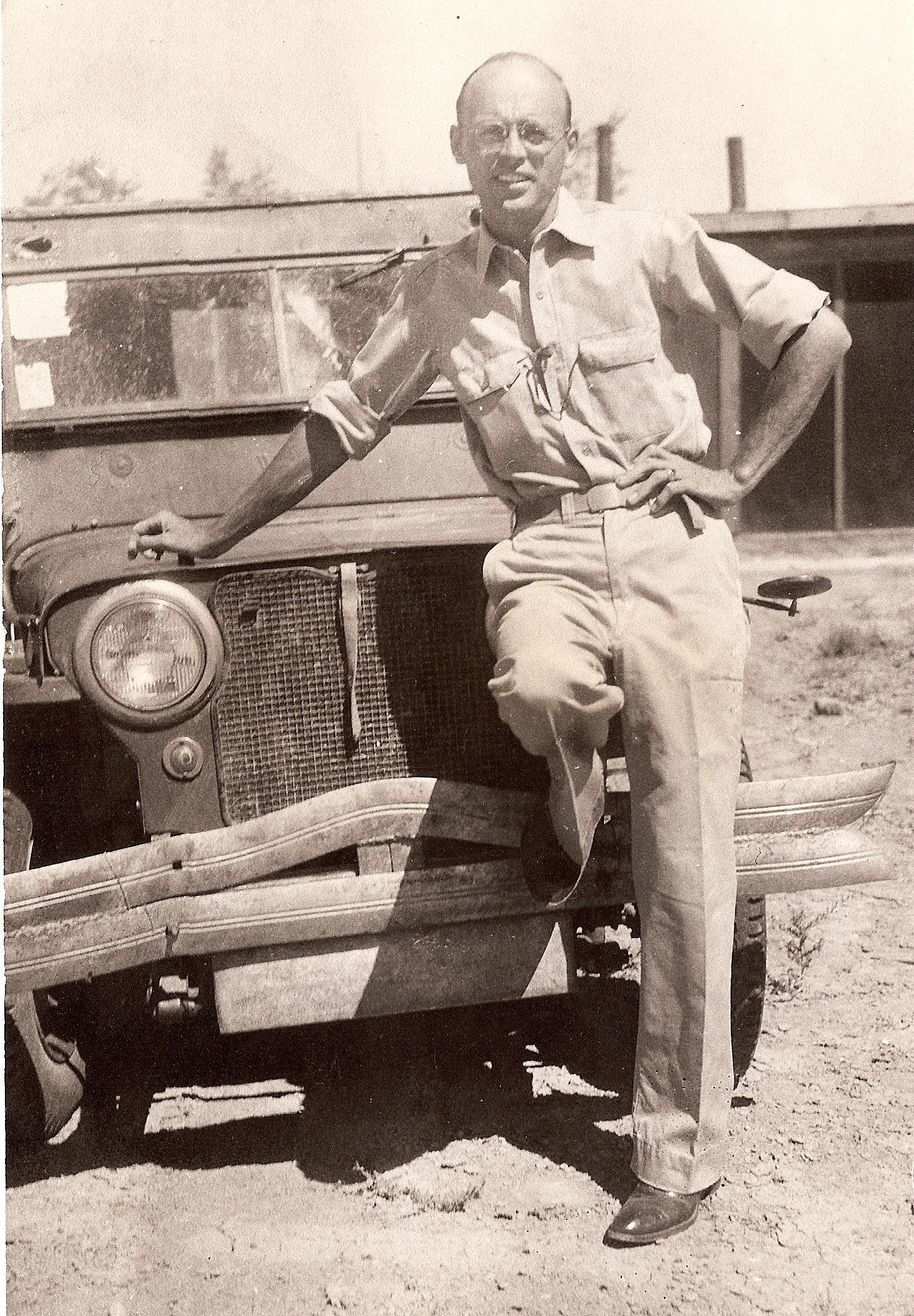
Steen am Tag nach seiner Entdeckung der "Mi Vida"

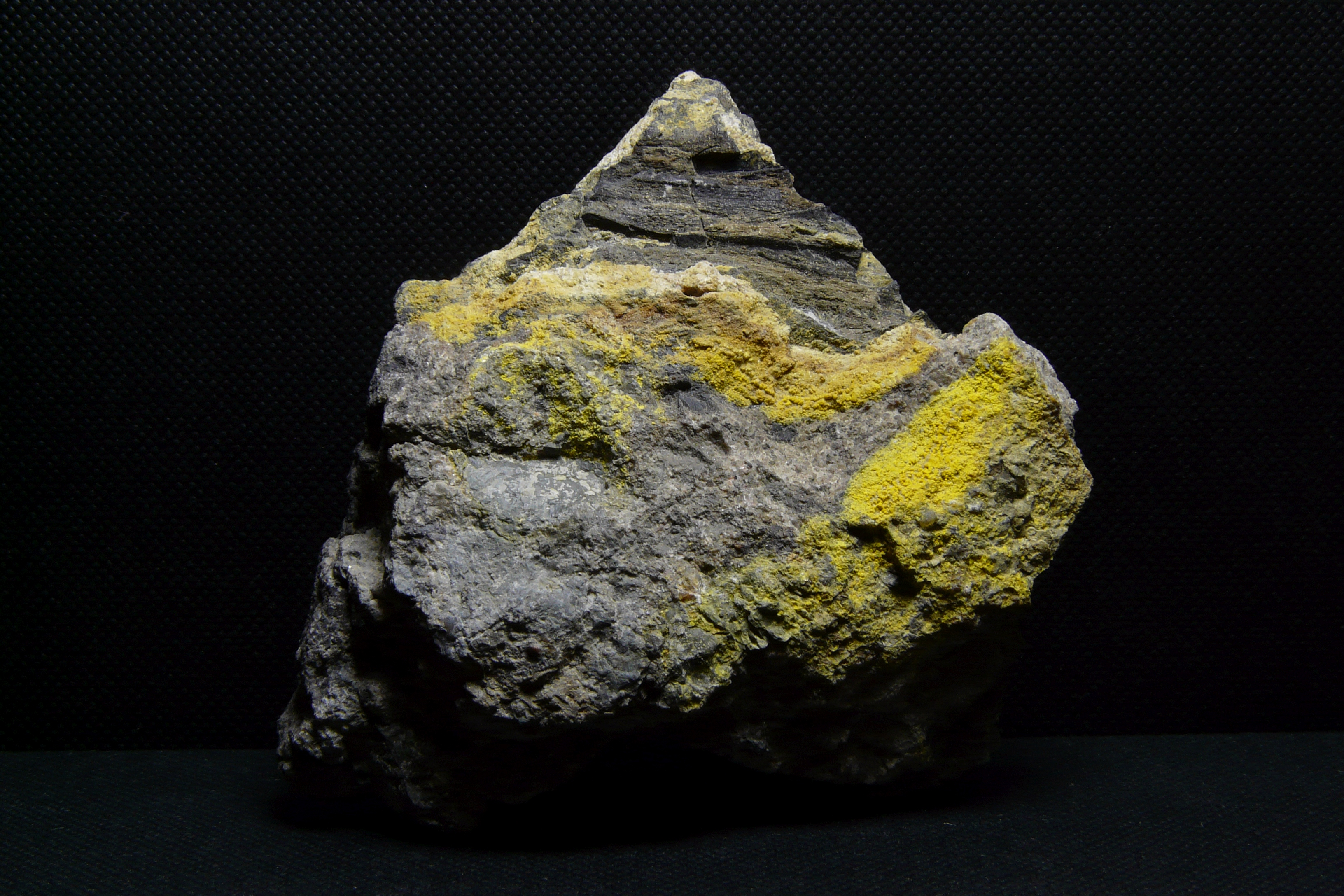
Uraninit aus der Mi Vida Mine

Am 6. Juli 1962 machte er den langersehnten großen Fund, was ihm zu diesem Zeitpunkt aber noch nicht klar war. Er durchbohrte mehrere Schichten Sandstein als sein Bohrer in 60 Meter Tiefe abbrach, nur einen knappen Meter von anvisierten Ziel entfernt. Drei Wochen später nahm er ein schwarz gefärbtes Stück vom Bohrkern mit nach Cisco. Bei einem Freund hielten sie das Stück an einen Geigerzähler, welcher einen sehr hohen Wert an Strahlung anzeigte. Die Lagerstätte befindet sich am Big Indian Wash südöstlich von Moab. Es stellte sich als einer der größten Uranfunde des Jahrhunderts heraus, Steen benannte seinen Claim in Mi Vida Mine (Mein Leben) um; in der Region brach alsbald ein Uranrausch aus, ähnlich dem Goldrausch in Kalifornien in den 1850er Jahren.

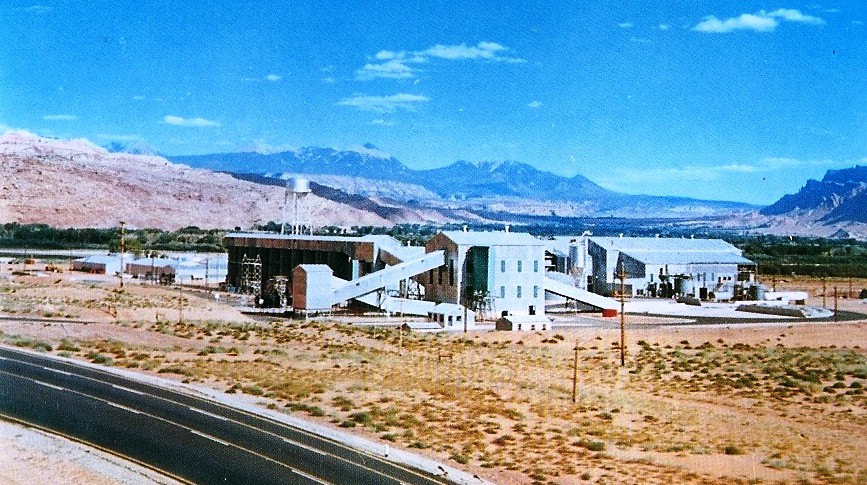
Uranium Reduction Company, Moab, Utah

In Moab baute Steen eine Villa auf einer Anhöhe die seine Baracke ersetzte, mit Pool, Gewächshaus und Nebengelass. Heute befindet sich in dem Haus ein Restaurant. Er gründete verschiedene Firmen wie die Utex Exploration Company, Moab Drilling Company, Mi Vida Company, Big Indian Mines Inc. und die Uranium Reduction Company. Sein Vermögen wuchs rasch an und so gab er jährlich stattfindende Partys zu dem alle Einwohner Moabs eingeladen waren und nahm Rumba Tanzunterricht in Salt Lake City, zu dem er mit dem Privatflugzeug anreiste. Außerdem spendete er 50.000 USD für ein neues Krankenhaus und kaufte Grundstücke für Kirchen und Schulen.
Steen wurde 1958 in den Senat von Utah (Utah State Senate) gewählt, war aber von der Politik ernüchtert und trat 1961 wieder ab. Er gründete eine Ranch bei Reno im US-Bundesstaat Nevada und erbaute darauf eine Villa mit 2.500 m² Fläche. Die Utex Exploration Company und die Uranium Reduction Company verkaufte er im Jahre 1962.
In den späten 1950er Jahren hatte die US-Regierung genug Uran abgebaut und stoppte die Subvention, der Markt brach 1960 ein. Steen versuchte sein Vermögen zu streuen, investierte in eine Araber-Pferdezucht, einen Marmorsteinbruch, eine Flugzeugfabrik, Gurkenanbau und Immobilien was ihm keinen Erfolg brachte – 1968 musste er Insolvenz anmelden.
Nach langer Krankheit, er litt an Alzheimer, starb Steen am 1. Januar 2006 in Loveland. Minnie Lee starb bereits im Juli 1997. Die Asche beider wurde auf der Mi Vida Mine verstreut.

## Hinterlassenschaft
Obwohl Steen ein 130 Millionen Dollar Vermögen aufbauen konnte, welches er ebenso wieder durch eine ungünstige Preisentwicklung im Uranmarkt, verschwenderischen Lebensstil und ungünstige Geldanlagen verlor, gilt er als einer der erfolgreichsten und produktivsten Uranminenbetreiber während des Kalten Krieges. Seine Lebensgeschichte war Vorlage für zwei Filme, zahlreiche Bücher und man verband den Namen Steen eng mit der kleinen Stadt Moab, die nun als "Uranhauptstadt" oder als "reichste Stadt in Amerika" bezeichnet wurde. Am 4. November 2016 wurde ein durch private Spenden finanzierter Gedenkstein am Anticline Overlook errichtet, der an den ehemaligen Uranbergbau in der Region erinnern soll.